# Conferencia sobre los Océanos
14 de abril: Con motivo de la pandemia de coronavirus (COVID-19) y de la creciente preocupación por la salud pública, la Conferencia de las Naciones Unidas sobre los Océanos de 2020, que estaba prevista que se celebrara del 2 al 6 de junio en Lisboa (Portugal), se ha aplazado en virtud de la decisión adoptada por la Asamblea General el lunes 13 de abril de 2020. Los coanfitriones de la Conferencia, Kenya y Portugal, en consulta con la Asamblea General, decidirán las posibles fechas futuras de la Conferencia, incluidos los plazos para el proceso preparatorio.

## Conferencia sobre los Océanos
La Conferencia de los Océanos, la primera de las Naciones Unidas sobre este asunto, representa una oportunidad única e inestimable para que el mundo revierta el deterioro de la salud de los océanos y los mares con soluciones concretas.

Salvemos nuestros océanos, protejamos nuestro futuro
La Conferencia sobre los Océanos, organizada conjuntamente por los Gobiernos de Kenia y Portugal, llega en un momento crítico en el que el mundo está reforzando sus esfuerzos para movilizar, crear y promover soluciones que permitan alcanzar los 17 Objetivos de Desarrollo Sostenible antes de 2030. Como parte de las primeras etapas de la recientemente lanzada Década de Acción para los Objetivos de Desarrollo Sostenible del Secretario General de las Naciones Unidas, Antonio Guterres, la Conferencia promoverá una serie de soluciones innovadoras con base científica muy necesarias con el objetivo de iniciar un nuevo capítulo en la acción mundial para los océanos.
Acerca de la conferencia
Organización de las Naciones Unidas

Conferencia sobre los Océanos
| País     | Año                     |
| -------- | ----------------------- |
| Portugal | 2 al 6 de junio de 2020 |
| Fiyi     | 5 al 9 de junio de 2017 |